# Friedensengel (Paderborn)

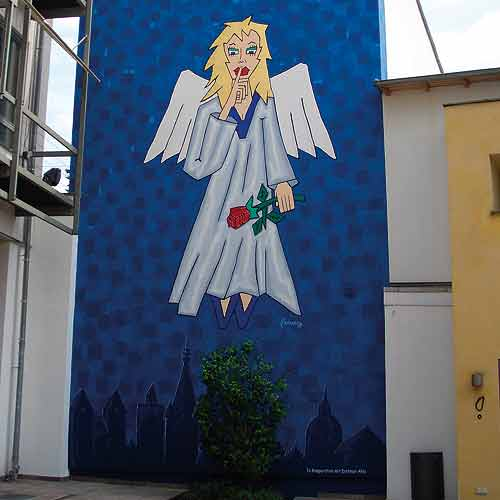
Der Friedensengel in Paderborn

Der Friedensengel ist ein Wandgemälde im Zentrum der westfälischen Stadt Paderborn. Der Entwurf stammt von dem Maler, Comiczeichner und Designer Herman Reichold, umgesetzt wurde das Bild von Dietmar Ahle im Jahr 2005.
Auf Anregung einer Grundschulklasse wurde der Platz vor dem Wandgemälde im Jahr 2008 in „Friedensplatz“ umbenannt.

## Beschreibung
Als 74 Quadratmeter große, künstlerische Darstellung soll der Friedensengel seine Betrachter zum Nachdenken anregen und daran erinnern, dass Frieden nicht selbstverständlich ist. Eine rote Rose in der linken Hand soll ein Zeichen der Nächstenliebe und des Friedens sein, der Zeigefinger vor seinem Mund bittet um Stille. Im unteren Teil des Bildes liegt die schlafende Stadt.
Neben einer Plexiglastafel, auf der das Wort „Frieden“ in 130 Sprachen steht, ist ein digitales Zählwerk installiert, das jeden Besucher zählt, der einen Knopf neben dem Wandgemälde berührt. Die Zahl der „anonymen Friedensspender“ lag im November 2009 über 80.000.
Als Ort wurde eine Wand gewählt, die nach einem Luftangriff im Jahr 1945 als einzige Wand des ehemaligen Elternhauses von Dietmar Ahle stehen blieb.